# Masia del Pau (Barbens)
La Masia del Pau és una masia situada al municipi de Barbens a la comarca catalana del Pla d'Urgell.